# Clitoria
Clitoria L. è un genere di piante della famiglia delle Fabacee.
Comprende la specie Clitoria ternatea usata come colorante blu.

## Tassonomia
Il genere comprende le seguenti specie:
- Clitoria amazonum Mart. ex Benth.
- Clitoria andrei Fantz
- Clitoria annua J.Graham
- Clitoria arborea Benth.
- Clitoria arborescens R.Br.
- Clitoria australis Benth.
- Clitoria brachycalyx Harms
- Clitoria brachystegia Benth.
- Clitoria canescens Pittier ex Fantz
- Clitoria cavalcantei Fantz
- Clitoria cearensis Huber
- Clitoria chanondii Chuakul
- Clitoria cordiformis Fantz
- Clitoria cordobensis Burkart
- Clitoria coriacea Schery
- Clitoria dendrina Pittier
- Clitoria densiflora (Benth.) Benth.
- Clitoria epetiolata Burkart
- Clitoria fairchildiana R.A.Howard
- Clitoria falcata Lam.
- Clitoria flagellaris (Benth.) Benth.
- Clitoria flexuosa Fantz
- Clitoria fragrans Small
- Clitoria froesii Fantz
- Clitoria glaberrima Pittier
- Clitoria guianensis (Aubl.) Benth.
- Clitoria hanceana Hemsl.
- Clitoria hermannii Fantz
- Clitoria heterophylla Lam.
- Clitoria humilis Rose
- Clitoria irwinii Fantz
- Clitoria javanica Miq.
- Clitoria javitensis (Kunth) Benth.
- Clitoria juninensis Fantz
- Clitoria kaessneri Harms
- Clitoria kaieteurensis Fantz
- Clitoria lasciva Bojer ex Benth.
- Clitoria laurifolia Poir.
- Clitoria leptostachya Benth.
- Clitoria linearis Gagnep.
- Clitoria macrophylla Wall. ex Benth.
- Clitoria magentea Fantz
- Clitoria mariana L.
- Clitoria mexicana Link
- Clitoria monticola Brandegee
- Clitoria moyobambensis Fantz
- Clitoria mucronulata Benth.
- Clitoria nana Benth.
- Clitoria nervosa Herzog
- Clitoria obidensis Huber
- Clitoria pendens Fantz
- Clitoria pilosula Wall. ex Benth.
- Clitoria plumosa Fantz
- Clitoria polystachya Benth.
- Clitoria pozuzoensis J.F.Macbr.
- Clitoria sagotii Fantz
- Clitoria selloi Benth.
- Clitoria simplicifolia (Kunth) Benth.
- Clitoria snethlageae Ducke
- Clitoria speciosa Cav.
- Clitoria steyermarkii Fantz
- Clitoria stipularis Benth.
- Clitoria ternatea L.
- Clitoria triflora S.Watson
- Clitoria tunuhiensis Fantz
- Clitoria woytkowskii Fantz